# Găești
Găești is een stad (oraș) in het Roemeense district Dâmbovița. De stad telt 16.598 inwoners (2002).

## Geboren
- Gheorghe Zamfir (1941), panfluitist
- Florin Tănase (1994), voetballer